# Biatlon na Zimních olympijských hrách 2014
Závody v biatlonu na Zimních olympijských hrách 2014 probíhaly od 8. do 22. února 2014 v Centru biatlonu a běžeckého lyžování Laura nedaleko Krasné Poljany.

## Přehled
Na Zimních olympijských hrách 2014 v Soči bylo na programu celkem 11 závodů. Muži a ženy absolvovali sprinty, stíhací závody, vytrvalostní závody, závody s hromadným startem a štafety. Poprvé v historii byla v olympijském programu zařazena také smíšená štafeta. Výsledky z olympijských her se nezapočítávaly do celkového hodnocení Světového poháru v biatlonu 2013/2014.

## Program
Program podle oficiálních stránek.
| Den    | Datum          | Zahájení (UTC+4) | Zahájení (SEČ) | Závod                                  |
| ------ | -------------- | ---------------- | -------------- | -------------------------------------- |
| den 2  | 8. února 2014  | 18:30            | 15:30          | sprint 10 km muži                      |
| den 3  | 9. února 2014  | 18:30            | 15:30          | sprint 7,5 km ženy                     |
| den 4  | 10. února 2014 | 19:00            | 16:00          | stíhací závod 12,5 km muži             |
| den 5  | 11. února 2014 | 19:00            | 16:00          | stíhací závod 10 km ženy               |
| den 7  | 13. února 2014 | 18:00            | 15:00          | vytrvalostní závod 20 km muži          |
| den 8  | 14. února 2014 | 18:00            | 15:00          | vytrvalostní závod 15 km ženy          |
| den 10 | 17. února 2014 | 19:00            | 16:00          | závod s hromadným startem 12,5 km ženy |
| den 11 | 18. února 2014 | 14:30            | 11:30          | závod s hromadným startem 15 km muži   |
| den 13 | 19. února 2014 | 18:30            | 15:30          | smíšená štafeta 2 × 6 + 2 × 7,5 km     |
| den 15 | 21. února 2014 | 18:30            | 15:30          | štafeta 4 × 6 km ženy                  |
| den 16 | 22. února 2014 | 18:30            | 15:30          | štafeta 4 × 7,5 km muži                |

## Medailové pořadí zemí
| Pořadí | Země            | Zlato | Stříbro | Bronz | Celkově |
| ------ | --------------- | ----- | ------- | ----- | ------- |
| 1.     | Norsko (NOR)    | 3     | 2       | 1     | 6       |
| 2.     | Bělorusko (BLR) | 3     | 0       | 1     | 4       |
| 3.     | Francie (FRA)   | 2     | 1       | 1     | 4       |
| 4.     | Rusko (RUS)     | 1     | 1       | 1     | 3       |
| 5.     | Ukrajina (UKR)  | 1     | 0       | 1     | 2       |
| 6.     | Slovensko (SVK) | 1     | 0       | 0     | 1       |
| 7.     | Česko (CZE)     | 0     | 3       | 3     | 6       |
| 8.     | Německo (GER)   | 0     | 2       | 0     | 2       |
| 9.     | Rakousko (AUT)  | 0     | 1       | 1     | 2       |
| 10.    | Švýcarsko (SUI) | 0     | 1       | 0     | 1       |
| 11.    | Slovinsko (SLO) | 0     | 0       | 1     | 1       |
| 11.    | Itálie (ITA)    | 0     | 0       | 1     | 1       |
|        | Celkem          | 11    | 11      | 11    | 33      |

## Medailisté

### Muži
| Disciplína         | Zlato                                                                            | Výkon     | Stříbro                                                                  | Výkon     | Bronz                                                                                     | Výkon     |
| ------------------ | -------------------------------------------------------------------------------- | --------- | ------------------------------------------------------------------------ | --------- | ----------------------------------------------------------------------------------------- | --------- |
| vytrvalostní závod | Martin Fourcade · Francie (FRA)                                                  | 49:31,7   | Erik Lesser · Německo (GER)                                              | 49:43,9   | Jevgenij Garaničev · Rusko (RUS)                                                          | 50:06,2   |
| sprint             | Ole Einar Bjørndalen · Norsko (NOR)                                              | 24:33,5   | Dominik Landertinger · Rakousko (AUT)                                    | 24:34,8   | Jaroslav Soukup · Česko (CZE)                                                             | 24:39,2   |
| stíhací závod      | Martin Fourcade · Francie (FRA)                                                  | 33:48,6   | Ondřej Moravec · Česko (CZE)                                             | 34:02,7   | Jean-Guillaume Béatrix · Francie (FRA)                                                    | 34:12,8   |
| hromadný start     | Emil Hegle Svendsen · Norsko (NOR)                                               | 42:29,1   | Martin Fourcade · Francie (FRA)                                          | 42:29,1   | Ondřej Moravec · Česko (CZE)                                                              | 42:42,9   |
| štafeta            | Rusko (RUS) · Alexej Volkov · Jevgenij Usťugov · Dmitrij Malyško · Anton Šipulin | 1:12:15,9 | Německo (GER) · Erik Lesser · Daniel Böhm · Arnd Peiffer · Simon Schempp | 1:12:19,4 | Rakousko (AUT) · Christoph Sumann · Daniel Mesotitsch · Simon Eder · Dominik Landertinger | 1:12:45,7 |

### Ženy
| Disciplína         | Zlato                                                                                        | Výkon      | Stříbro                                                                                                 | Výkon      | Bronz                                                                                  | Výkon      |
| ------------------ | -------------------------------------------------------------------------------------------- | ---------- | --- | ---------- | -------------------------------------------------------------------------------------- | ---------- |
| vytrvalostní závod | Darja Domračevová · Bělorusko (BLR)                                                          | 43:19,6    | Selina Gasparinová · Švýcarsko (SUI)                                                                    | 44:35,3    | Naděžda Skardinová · Bělorusko (BLR)                                                   | 44:57,8    |
| sprint             | Anastasia Kuzminová · Slovensko (SVK)                                                        | 21:06,8    | Olga Viluchinová · Rusko (RUS)                                                                          | 21:26,7    | Vita Semerenková · Ukrajina (UKR)                                                      | 21:28,5    |
| stíhací závod      | Darja Domračevová · Bělorusko (BLR)                                                          | 29:30,7    | Tora Bergerová · Norsko (NOR)                                                                           | 30:08,3    | Teja Gregorinová · Slovinsko (SLO)                                                     | 30:12,7    |
| hromadný start     | Darja Domračevová · Bělorusko (BLR)                                                          | 35:25,6    | Gabriela Soukalová · Česko (CZE)                                                                        | 35:45,8    | Tiril Eckhoffová · Norsko (NOR)                                                        | 35:52,9    |
| štafeta            | Ukrajina (UKR) · Vita Semerenková · Julija Džymová · Valentyna Semerenková · Olena Pidhrušná | 1:10:02,50 | Norsko (NOR) · Fanny Welle-Strand Hornová · Tiril Eckhoffová · Ann Kristin Flatlandová · Tora Bergerová | 1:10:40,12 | Česko (CZE) · Eva Puskarčíková · Gabriela Soukalová · Jitka Landová · Veronika Vítková | 1:11:25,78 |

### Smíšené soutěže
| Disciplína      | Zlato                                                                                         | Výkon     | Stříbro                                                                                | Výkon     | Bronz                                                                                   | Výkon     |
| --------------- | --------------------------------------------------------------------------------------------- | --------- | -------------------------------------------------------------------------------------- | --------- | --------------------------------------------------------------------------------------- | --------- |
| smíšená štafeta | Norsko (NOR) · Tora Bergerová · Tiril Eckhoffová · Ole Einar Bjørndalen · Emil Hegle Svendsen | 1:09:17,0 | Česko (CZE) · Veronika Vítková · Gabriela Soukalová · Jaroslav Soukup · Ondřej Moravec | 1:09:49,6 | Itálie (ITA) · Dorothea Wiererová · Karin Oberhoferová · Dominik Windisch · Lukas Hofer | 1:10:15,2 |

## Kvalifikace
Na Zimních olympijských hrách 2014 byla stanovena kvóta 220 startujících závodníků, a to 113 míst v mužských závodech a 107 míst v ženských závodech. Jednotlivým zemím byly přiřazeny kvóty sestávající z umístění nejlepších třech závodníků národních týmů ve vytrvalostních závodech, sprintech a štafetových závodech na Mistrovství světa v biatlonu 2012 v Ruhpoldingu a na Mistrovství světa v biatlonu 2013 v Novém Městě na Moravě.

## Diskvalifikace
Pro porušení antidopingových pravidel diskvalifikovala disciplinární komise Mezinárodního olympijského výboru 27. listopadu 2017 pět ruských olympioniků včetně dvou biatlonistek, Jany Romanovové a Olgy Viluchinové. Stříbrné medaile Viluchinové ze sprintu a spolu s Romanovovou ze štafety byly anulovány; ve štafetě tak došlo k odebrání medailí všem členkám ruského kvarteta, které měly diplomy s cennými kovy vrátit MOV. Změnu pořadí pak MOV ponechal v gesci Mezinárodní biatlonové unie (IBU), jíž rozhodnutí podstoupil. IBU pak rozhodla o posunu norské štafety na druhé místo a české na třetí. Případ definitivně rozhodla Mezinárodní sportovní arbitráž a IBU v září 2021 změnila výsledkové listiny ženské a smíšené štafety. V květnu 2022 Mezinárodní olympijský výbor rozhodl o přerozdělení medailí ze závodu ženských štafet.